# Comes Vell
Comes Vell és una masia situada en el terme municipal de Moià, a la comarca catalana del Moianès. Està situada al nord del terme de Moià, a prop del límit amb l'Estany. És al sud-est del Serrat del Llamp i al sud de l'Empedrat, a llevant de la carretera C-59, al sud de la masia de Comes Nou.
És una masia de planta rectangular d'un sol pis amb teulada restaurada, a dues vessants. Conserva la porta de la cort amb fusta original i dos petits coberts, possiblement paller i quadres. La façana oest de la cort, que dona al camí, té una gran part reconstruïda amb ciment i maó. Dins de la cort s'observa un arc apuntat d'estil gòtic que dona accés a l'habitatge, que roman tancat.
Originàriament la Casanova de l'Heura formava part d'aquesta masia al segle xi